# 特里利佩鎮區 (明尼蘇達州卡斯縣)
特里利佩鎮區（英語：Trelipe Township）是一個位於美國明尼蘇達州卡斯縣的行政鎮區。

## 人口
根據2020年美國人口普查的數據，特里利佩鎮區的面積為183.60平方千米，當中陸地面積為172.90平方千米，而水域面積為10.70平方千米。當地共有人口183人，而人口密度為每平方千米1人。